# Andries van Dam

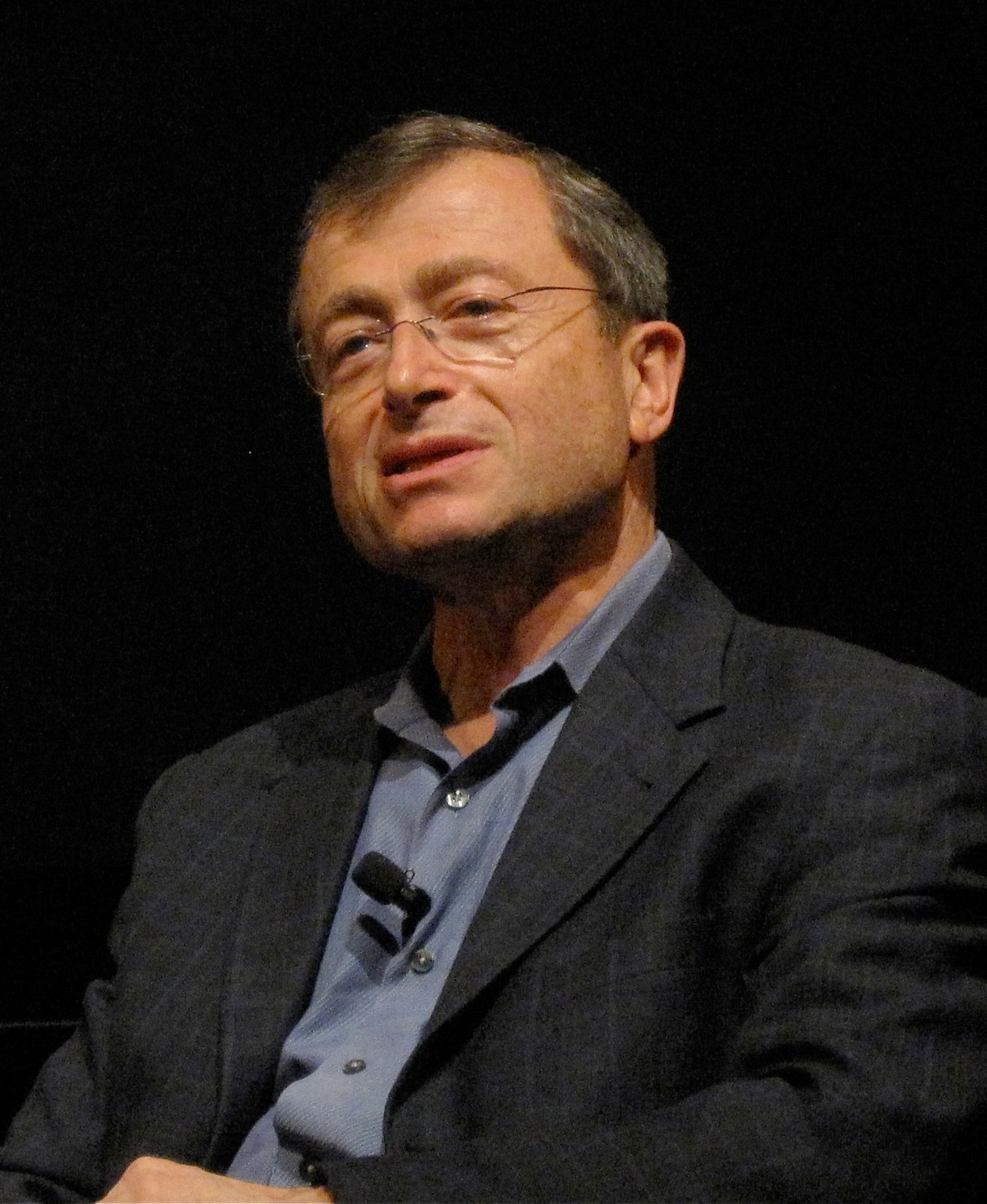
Andries van Dam 2008

Andries „Andy“ van Dam (*  8. Dezember 1938 in Groningen) ist ein US-amerikanischer Informatiker, der ein Pionier in Computergraphik ist.
Van Dam  studierte am Swarthmore College mit dem Bachelor-Abschluss 1960 und an der University of Pennsylvania, an der er 1963 seinen Master-Abschluss erhielt und 1966 bei Harry Joshua Gray promoviert wurde (A Study of Digital Processing of Pictorial Data). Ab 1965 war er an der Brown University und war dort einer der Gründer der Informatik-Fakultät, der er 1979 bis 1985 vorstand. 2002 bis 2006 war er Vizepräsident für Forschung der Universität.
1996 bis 1998 stand er dem interuniversitären Forschungskonsortium  NSF Science and Technology Center for Graphics and Visualization vor.
1967 entwickelte er mit Ted Nelson eines der ersten Hypertext-Systeme, Hypertext Editing System (HES), das auf dem IBM/360 System lief. 1969 war er einer der Gründer von ACM SIGGRAPH (der Special Interest Group in Computer Graphics der ACM). Er ist Ko-Autor eines Standardwerks zur Computergraphik.
Er ist Fellow der Association for Computing Machinery und des IEEE (beides seit 1994). 1996 wurde er Mitglied der National Academy of Engineering, 2004 der American Association for the Advancement of Science und 2000 Fellow der American Academy of Arts and Sciences. Er ist mehrfacher Ehrendoktor (Swarthmore College, TU Darmstadt, ETH Zürich, University of Waterloo). 1991 erhielt er den Steven A. Coons Award von ACM SIGGRAPH. 2021 wurde van Dam Fellow des Computer History Museum.

## Schriften (Auswahl)
- mit James D. Foley, Steven K. Feiner, John F. Hughes: Computer Graphics: Principles and Practice, Addison-Wesley 1995[2], Neuauflage 2013 zusätzlich mit  Morgan McGuire, David Sklar, Kurt Akeley als Ko-Autoren.
- mit David Niguidula: Pascal on the Macintosh – a Graphical Approach, Addison-Wesley 1987
- mit D. Brookshire Conner, David Niguidula: Object-Oriented Programming in Pascal, A Graphical Approach, Addison-Wesley 1995.
- mit Rae Earnshaw, Richard Guedj, John Vince (Hrsg.): Frontiers of Human-Centered Computing, OnLine Communities and Virtual Environments, Springer 2001
- mit Kathryn E. Sanders: Object-Oriented Programming in Java: A Graphical Approach, Addison-Wesley/Pearson 2005.